# Glockenhutmoose
Die Glockenhutmoose (Encalypta), auch Glockenhüte genannt, sind eine Gattung von Laubmoosen aus der Familie Encalyptaceae.

## Beschreibung
Moose dieser Gattung wachsen in niederen Polstern oder flachen Rasen. Die Pflanzen haben aufrechte, gabelig verzweigte Stämmchen. Diese sind dicht beblättert und im unteren Teil braunfilzig. Blätter sind mehr oder weniger zungenförmig, haben eine kräftige Rippe, die entweder vor oder in der Blattspitze endet oder diese als Stachelspitze oder Glashaar überragt. Charakteristisch an den Sporophyten sind die langen, zylindrisch-glockenförmigen Kalyptren, die die Sporenkapseln völlig einhüllen.

## Arten (Auswahl)
Weltweit sind etwa 36 Arten bekannt. In Europa kommen 14 Arten vor, darunter die folgenden:
- Encalypta affinis
- Encalypta alpina
- Encalypta ciliata
- Encalypta longicolla
- Encalypta rhaptocarpa
- Gedrehtfrüchtiges Glockenhutmoos (Encalypta streptocarpa)
- Gewöhnliches Glockenhutmoos (Encalypta vulgaris)